# Julija Borisowa
Julija Konstantinowna Borisowa (ros. Юлия Константиновна Борисова, ur. 17 marca 1925 w Moskwie, zm. 8 sierpnia 2023) – rosyjska aktorka teatralna i filmowa.

## Życiorys
W 1949 ukończyła szkołę im. Szczukina, po czym została przyjęta do Państwowego Teatru Akademickiego im. Wachtangowa. Zagrała m.in. role Gero w Wiele hałasu o nic Szekspira (1949), Gali w Makarze Dubrawie Kornijczuka (1949), Eponiny w Nędznikach Victora Hugo (1950), Julii w Dwóch panach z Werony Szekspira (1952), Nastasji w Idiocie Dostojewskiego (1958), Marii w Armii konnej Isaaka Babla (1966) i Kleopatry w Antoniuszu i Kleopatrze Szekspira (1971). 30 lipca 1969 otrzymała tytuł Ludowego Artysty ZSRR. Była deputowaną do Rady Najwyższej RFSRR.

## Odznaczenia i nagrody
- Złoty Medal „Sierp i Młot” Bohatera Pracy Socjalistycznej (21 marca 1985)
- Order Lenina (dwukrotnie)
- Order „Za zasługi dla Ojczyzny” III klasy (6 marca 1995)
- Order „Za zasługi dla Ojczyzny”y IV klasy (14 marca 2010)
- Order Rewolucji Październikowej (17 marca 1975)
- Order Czerwonego Sztandaru Pracy (1960)
- Nagroda Państwowa Federacji Rosyjskiej (1994)

I inne.